# Cremastosperma monospermum
Cremastosperma monospermum är en kirimojaväxtart som först beskrevs av Henry Hurd Rusby, och fick sitt nu gällande namn av Robert Elias Fries. Cremastosperma monospermum ingår i släktet Cremastosperma, och familjen kirimojaväxter. Inga underarter finns listade i Catalogue of Life.